# Landes-le-Gaulois
Landes-le-Gaulois är en kommun i departementet Loir-et-Cher i regionen Centre-Val de Loire i de centrala delarna av Frankrike. Kommunen ligger i kantonen Herbault som tillhör arrondissementet Blois. År 2022 hade Landes-le-Gaulois 727 invånare.

## Befolkningsutveckling
Antalet invånare i kommunen Landes-le-Gaulois
| Referens: INSEE |